# Johnie Cooks
Johnie Earl Cooks (Leland, 23 novembre 1958 – Mississippi, 6 luglio 2023) è stato un giocatore di football americano statunitense che ha militato nel ruolo di linebacker nella National Football League (NFL). Fu scelto come secondo assoluto nel Draft NFL 1982 dai Baltimore Colts. Al college giocò a football all'Università statale del Mississippi.

## Carriera
Cooks fu scelto come secondo assoluto nel Draft 1982 dai Baltimore Colts. Partì come titolare in due sole partite della sua annata da rookie, ma fece comunque registrare 63 tackle, un sack e un fumble recuperato. Nel 1983 fu spostato nel ruolo di outside linebacker, terminando con 67 tackle. Inoltre ritornò un fumble recuperato contro i New England Patriots nei tempi supplementari per 52 yard, dando la vittoria a Baltimore. Dopo avere messo a segno 5 sack nel 1983, l'anno successivo Cooks ne fece registrare 11,5, il massimo della sua squadra. La sua miglior partita fu contro i Los Angeles Raiders, in cui arrivò a mettere a segno quattro sack sul quarterback Jim Plunkett.
Nel 1988, Cooks fu svincolato dai Colts e firmò coi New York Giants. Dopo avere giocato per anni con i mediocri Colts, Cooks vinse il Super Bowl nel 1990 quando i Giants batterono i Buffalo Bills. Fu svincolato da New York nel 1991 e firmò coi Cleveland Browns nel 1992. A causa degli infortuni si ritirò a fine stagione.

## Palmarès

### Franchigia
- Super Bowl : 1

New York Giants: Super Bowl XXV
- National Football Conference Championship: 1

New York Giants: 1990

### Individuale
- PFWA All-Rookie Team - 1982